# EL/M-2221
EL/M-2221 — израильский корабельный двухдиапазонный моноимпульсный доплеровский радар обзора, сопровождения целей и управления стрельбой ЗРК и артиллерийских установок, производится компанией Elta Systems Ltd.
Радар был разработан как элемент системы управления стрельбой израильского ЗРК самообороны «Барак».
Основные функции радара:
- Наведение зенитных ракет (одиночных и в залпе);
- Наведение ракет «поверхность–поверхность»;
- Автоматическое управление огнём артиллерии по всем типам целей;
- Автоматическое корректировка прицеливания по разрывам снарядов для надводных и наземных целей;
- Работа в качестве запасного обзорного радара;
- Подсветка цели для зенитных ракет с полуактивным самонаведением;

Основные характеристики радара:
- Быстрый захват цели;
- Высокая точность при всех углах места;
- Совершенная фильтрация по Кальману;
- Совершенный аглоритм устранения многопутевых эффектов;
- Защищённость от естественных помех и электронного противодействия;
- Встроенные средства самотестирования;
- Небольшая масса и размеры;
- Применение новейших технологий:
  - Антенна из композитных материалов;
  - Усовершенствованный программируемый сигнальный процессор;
  - Высокопроизводительная система обработки данных.

Радар обеспечивает захват цели на дальности до 30 км для самолётов и 15 км для ракет. Дальность обнаружения надводных целей соответствует радиогоризонту, дальность наведения ракет — до 10 км, эффективное управление артиллерийским огнём обеспечивается на дальностях до 20 км и высотах до 4 км.